# Konklave 1591
Das römisch-katholische Konklave 1591 trat nach dem Tod von Papst Gregor XIV. († 16. Oktober 1591) zusammen und tagte vom 27. bis zum 29. Oktober 1591 in Rom. Es  dauerte zwei Tage und wählte Innozenz IX. zum Papst.

## Kardinalskollegium

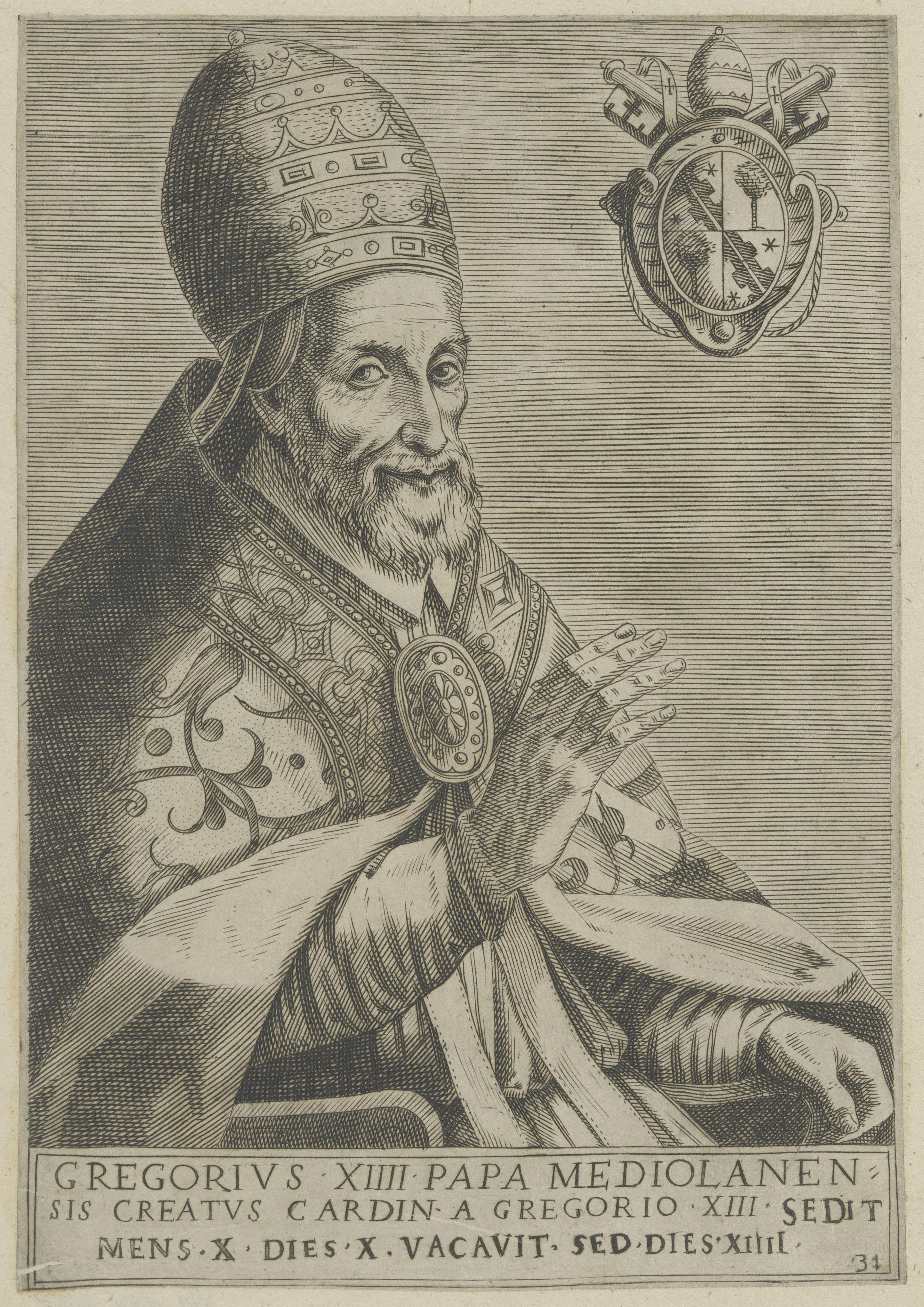
Gregor XIV.

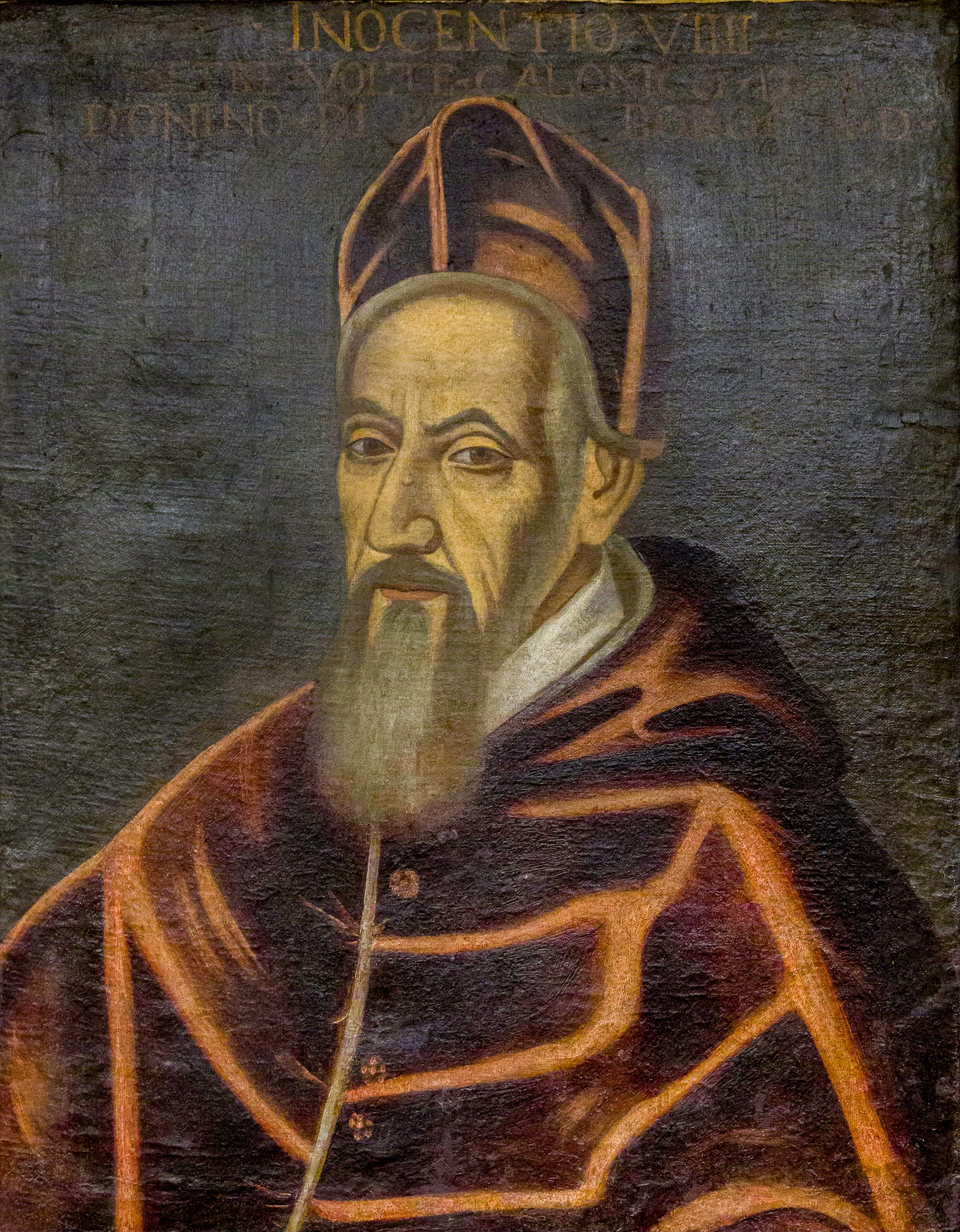
Innozenz IX.

Als Papst Gregor XIV. starb, zählte das Kardinalskollegium 65 Kardinäle.

### Teilnehmer
Die 56 am Konklave teilnehmenden Kardinäle waren:
- Alfonso Gesualdo, Kardinalbischof von Ostia e Velletri, Kardinaldekan
- Innico d’Avalos d’Aragona OS, Kardinalbischof von Porto e Santa Rufina, Kardinalsubdekan
- Marco Antonio Colonna seniore, Kardinalbischof von Palestrina
- Tolomeo Gallio, Kardinalbischof von Frascati
- Gabriele Paleotti, Erzbischof von Bologna und Kardinalbischof von Sabina
- Michele Bonelli OP, Kardinalbischof von Albano
- Girolamo Simoncelli
- Markus Sittikus von Hohenems
- Ludovico Madruzzo
- Giulio Antonio Santorio
- Girolamo Rusticucci
- Nicolas de Pellevé, Erzbischof von Sens
- Andreas von Österreich, Bischof von Brixen und von Konstanz
- Pedro de Deza
- Giovanni Vincenzo Gonzaga, O.Hosp.S.Joh.Hieros.
- Giovanni Antonio Facchinetti de Nucce.[Anm. 1]
- Alessandro Ottaviano de’ Medici, Erzbischof von Florenz[Anm. 2]
- François de Joyeuse, Erzbischof von Toulouse
- Giulio Canani, Bischof von Adria
- Antonmaria Salviati
- Agostino Valier, Bischof von Verona
- Vincenzo Lauro
- Filippo Spinola
- Jerzy Radziwill, Bischof von Wilna
- Simeone Tagliavia d’Aragonia
- Scipione Lancellotti
- Francesco Sforza
- Alessandro Damasceni Perretti
- Enrico Caetani
- Giovanni Battista Castrucci
- Domenico Pinelli seniore
- Ippolito Aldobrandini seniore, Kardinalgroßpönitentiar[Anm. 3]
- Girolamo della Rovere, Erzbischof von Turin
- Girolamo Bernerio OP, Bischof von Ascoli Piceno
- Antonio Maria Gallo, Bischof von Osimo
- Costanzo da Sarnano, OFMConv
- Girolamo Mattei
- Benedetto Giustiniani
- Ascanio Colonna
- William Allen
- Scipione Gonzaga
- Antonmaria Sauli
- Giovanni Evangelista Pallotta, Pro-Datarius Seiner Heiligkeit
- Juan Hurtado de Mendoza
- Federico Borromeo seniore
- Gianfrancesco Morosini, Bischof von Brescia
- Agostino Cusani
- Francesco Maria Bourbon Del Monte
- Mariano Pierbenedetti
- Gregorio Petrocchini OESA
- Guido Pepoli
- Paolo Emilio Sfondrati
- Ottavio Paravicini, Bischof von Alessandria
- Ottavio d’Aquaviva d’Aragona seniore
- Odoardo Farnese
- Flaminio Piatti

### Nicht am Konklave teilnehmende Kardinäle
Nicht am Konklave teilnehmen konnten die folgenden neun Kardinäle:
- Albrecht von Österreich
- Gaspar de Quiroga y Vela, Erzbischof von Toledo
- Rodrigo de Castro Osorio, Erzbischof von Sevilla
- Charles de Bourbon de Vendôme, Erzbischof von Rouen
- Andreas Báthory, Bischof von Ermland
- Philippe de Lénoncourt
- Pierre de Gondi, Bischof von Paris
- Hughes de Loubenx de Verdalle O.S.Io.Hieros.
- Charles de Lorraine-Vaudémont, Bischof von Metz

### Kardinalserhebungen
Die im Konklave anwesenden Kardinäle wurden von folgenden Päpsten zum Kardinalat erhoben:
- 5 Kardinäle von Papst Gregor XIV.
- 24 Kardinäle von Papst Sixtus V.
- 15 Kardinäle von Papst Gregor XIII.
- 4 Kardinäle von Papst Pius V.
- 7 Kardinäle von Papst Pius IV.
- 1 Kardinal von Papst Julius III.

## Verlauf
Zum Beginn des Konklaves am 27. Oktober hielt der Bischof von Bergamo Cirolamo Ragazzoni die Ansprache an das Heilige Kollegium. In ihr schilderte er die Aufgaben, die der künftige Papst zu erfüllen habe: Fortsetzung der Reform in Ausführung der Beschlüsse des Trienter Konzils, besonders der Durchsetzung der Residenzpflicht, Bekämpfung des in Frankreich fortschreitenden Protestantismus und Abwendung einer Hungersnot in ganz Italien. Als aussichtsreiche Kandidaten galten die Kardinäle Madruzzo, Sfondrato und Facchinetti.
Die erste Abstimmung fand am 28. Oktober in der Cappella Paolina statt und zeigte bereits eine deutliche Mehrheit für Kardinal Facchinetti. Nach diesem Wahlgang verzichtete Kardinal Madruzzo auf eine weitere Kandidatur und unterstützte Kardinal Facchinetti. Am 29. Oktober ließ sich der kranke Kardinal Colonna zu einer Unterredung zu Kardinal Mendoza tragen. Bei der folgenden Abstimmung erhielt Kardinal Facchinetti 28 Stimmen und somit genau die Hälfte aller anwesenden Kardinäle. In einem anschließenden Gespräch zwischen Mendoza und Montalto in der Sixtinischen Kapelle warb der Letztere nochmals für eine Wahl Kardinal Santoris. Schließlich überzeugte Kardinal Mendoza den widerstrebenden Kardinal Montalto, und am späten Abend des 29. Oktober 1591 wurde der 72-jährige Giovanni Antonio Kardinal Facchinetti de Nucce zum Papst gewählt. Er nahm den Namen Innozenz IX. an. Seine Krönung am 3. November 1591 beendete eine Sedisvakanz von 18 Tagen.